# Сражение при Чит-Маунтин
Сражение при Чит-Маунтин (англ. The Battle of Cheat Mountain), также известное как Battle of Cheat Summit Fort, происходило с 12 по 15 сентября 1861 года на территории округов Покахонтас и Рэндольф в Вирджинии (сейчас — Западная Вирджиния) в ходе Западновирджинской кампании американской гражданской войны. Сражение знаменито тем, что стало первым случаем, когда генерал Роберт Ли командовал полевой армией. В ходе сражения генерал Ли попытался окружить федеральный гарнизон на горе Чит-Маунтен, но его планы так и не осуществились из-за неверных разведданных и плохой связи между частями армии Юга.

## Предыстория
В начале 1861 года федеральная армия под командованием Джорджа МакКлеллана начала наступление из Огайо в западные районы Вирджинии, чтобы защитить Огайо и Пенсильванию, а заодно поддержать про-северное правительство Вирджинии в Уилинге. После своей победы при Рич-Маунтин Макклелан был переведен в Вашингтон и назначен командиром Потомакской армии, а командиром федеральных войск в западной Вирджинии остался Уильям Роузкранс. Роузкранс разместил свою армию так, чтобы она защищала основные коммуникации. Дистрикт Чит-Маунтин был доверен бригадному генералу Джозефу Рейнолдсу, ему надо было защищать шоссе Стаунтон-Паркерсберг. В его распоряжении было 4 полка общей численностью 1800 человек. 14-й индианский полк (полковник Натан Кимбалл) охранял форт Милрой на горе Чит-Маунтин, а остальные три стояли в Кэмп-Элкуотер, где у Рейнольдса был штаб.
В июле президент Конфедерации Джефферсон Дэвис направил генерала Роберта Ли в западную Вирджинию, чтобы скоординировать действия отдельных частей армии и восстановить контроль над регионом. В конце июля Ли прибыл в лагерь Северо-Западной армии, которой командовал Уильям Лоринг. Лично разведав позиции противника, Ли разработал план двойной одновременной атаки лагеря Рейнольдса и позиций Кимбалла. Для этого армия Лоринга была разделена на 6 бригад. Бригада Генри Джексона должна была провести отвлекающую атаку с фронта на форт Милрой, бригада полковника Альберта Раста — провести основную атаку, а бригада Андерсона — захватить шоссе западнее форта. Бригады Донельсона, Берка и Джилхама должны были действовать против Кэмп-Элкуотер. Лоринг осуществлял общее руководство бригадами Берка и Джилхама.